# Alba Rodríguez
Alba Rodríguez (Las Palmas de Gran Canaria, 13 de agosto de 1987) es una actriz española.

## Filmografía
- 7 vírgenes (2005)
- Cortometraje "El lugar que amamos", dirigido por Rafael Melgar para el Ayuntamiento de Camas.

## Premios
- Candidata al Premio Goya a la mejor actriz revelación por 7 vírgenes (2005).